# Eucrostes beatificata
Eucrostes beatificata là một loài bướm đêm trong họ Geometridae.